# بیاجیو مکاریلو
بیاجیو مکاریلو (انگلیسی: Biagio Meccariello؛ زادهٔ ۲۷ مارس ۱۹۹۱) بازیکن فوتبال اهل ایتالیا است.
از باشگاه‌هایی که در آن بازی کرده‌است می‌توان به باشگاه فوتبال برشا، باشگاه فوتبال ترنانا، و باشگاه فوتبال لچه اشاره کرد.
وی همچنین در تیم ملی فوتبال Italy U20 Lega Pro بازی کرده‌است.